# Ron Wright (Politiker)

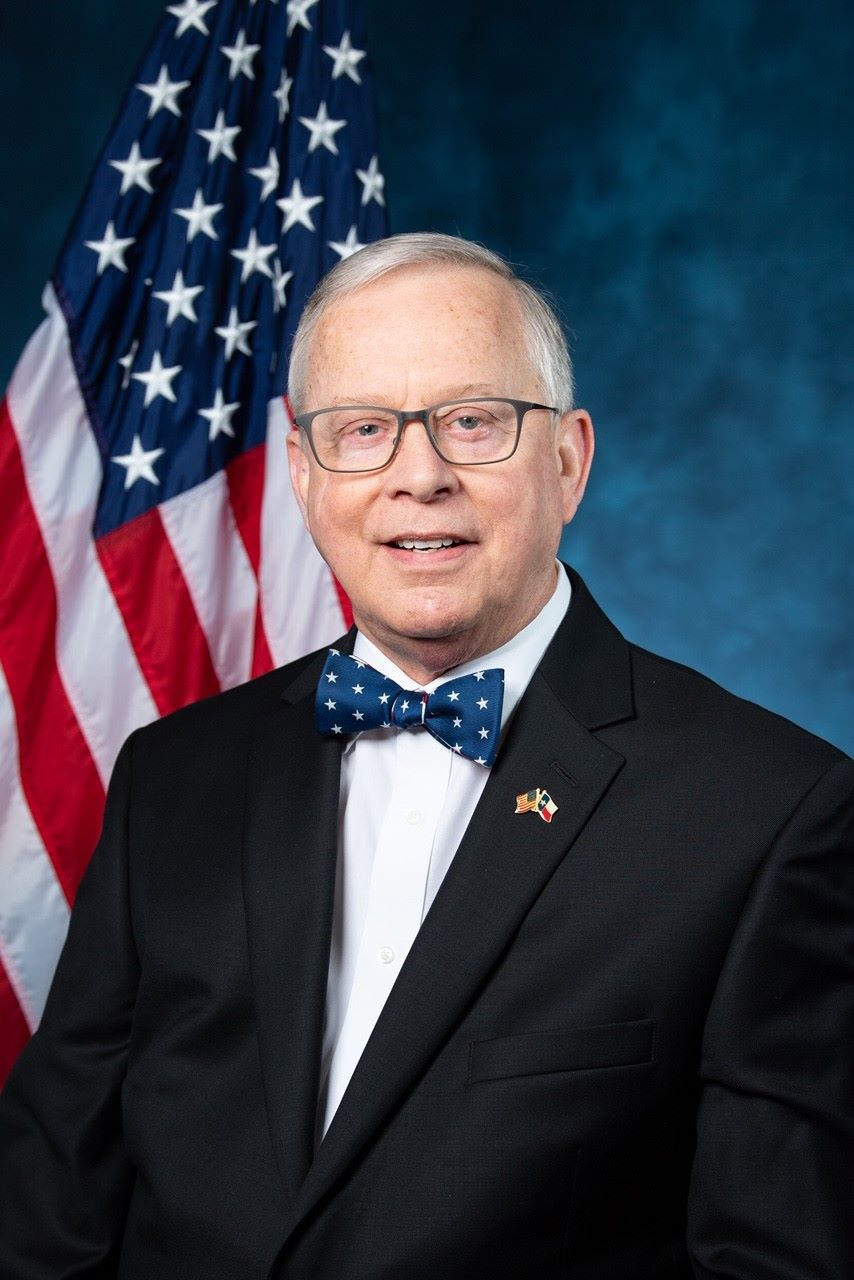
Ron Wright (2019)

Ronald Jack „Ron“ Wright (* 8. April 1953 im Cherokee County, Texas; † 7. Februar 2021 in Dallas, Texas) war ein US-amerikanischer Politiker der Republikanischen Partei. Er war ab Januar 2019 Mitglied des Repräsentantenhauses der Vereinigten Staaten für den sechsten Kongresswahlbezirk von Texas. Vorher saß er im Stadtrat von Arlington, Texas.

## Leben
Ron Wright stammte aus einer seit langem im Tarrant County ansässigen Familie. Er besuchte die University of Texas at Arlington. Er arbeitete in verschiedenen Branchen des Privatsektors, zuletzt als Projektmanager für eine Firma, die Kühltürme errichtet.
Wright war verheiratet und hatte drei Kinder, die Familie lebt in Arlington. Er starb im Februar 2021 an COVID-19 und war damit der erste Kongressabgeordnete, der während seiner Amtszeit an den Folgen der Viruserkrankung starb.

## Politik
Wright übte verschiedene politische Funktionen auf lokaler Ebene aus. Von 2000 bis 2008 war er Mitglied des Stadtrates (City Council) von Arlington und zuletzt auch Stellvertreter des Bürgermeisters. 2011 wurde er als Tax-Assessor-Collector für das Tarrant County ernannt, ein gewählter Steuerbeamter, der unter anderem die Grundsteuer berechnet und erhebt. 2012 und 2016 wurde Wright im Amt durch Wahl bestätigt.
Wright arbeitete auch als Vertreter im Wahlkreis für den Kongressabgeordneten Joe Barton sowie als dessen Stabschef in Washington von 2009 bis 2011.
Bei den Wahlen zum US-Repräsentantenhaus 2018 trat Wright für den sechsten Bezirk an, den vorher Barton vertreten hatte. Wright war in den republikanischen Vorwahlen mit 45,1 % der Stimmen der erfolgreichste von fünf Kandidaten und wurde in der Stichwahl bestätigt. Bei den allgemeinen Wahlen erreichte er 53,1 % der Stimmen gegen Jana Lynne Sanchez, die Kandidatin der Demokraten, die 45,4 % erhielt. Er trat sein Mandat am 3. Januar 2019 an; bei den Wahlen zum US-Repräsentantenhaus 2020 wurde er wiedergewählt.